# Parkeisenbahn Friedrichsgrün
| Parkeisenbahn am Haltepunkt „Park Friedrichsgrün“                                                                        |                     |                                  |                                  |
| Streckenlänge: | 0,13 km             |                                  |                                  |
| Spurweite: | 600 mm (Schmalspur) |                                  |                                  |
| |                     |                                  |                                  |
| \| \| \| \| \| \| \| \| Werkstatt mit Abstellanlage \| \| \| \| \| Haltepunkt „Park Friedrichsgrün“ \| \| \| \| \| \| \| |                     |                                  |                                  |
| Strecke von links · Strecke von rechts                                                                                   |                     |                                  |                                  |
| Strecke geradeaus · Abzweig geradeaus und nach rechts                                                                    |                     | Werkstatt mit Abstellanlage      | Werkstatt mit Abstellanlage      |
| Haltepunkt / Haltestelle · Strecke                                                                                       |                     | Haltepunkt „Park Friedrichsgrün“ | Haltepunkt „Park Friedrichsgrün“ |
| Strecke nach links · Strecke nach rechts                                                                                 |                     |                                  |                                  |

Die Parkeisenbahn Friedrichsgrün (FPE) ist eine schmalspurige Parkeisenbahn mit 600 Millimeter Spurweite im Ortsteil Friedrichsgrün der Gemeinde Reinsdorf. Sie wurde 1959 gegründet und verfügt über einen Rundkurs von 130 Metern. Es existiert ein Haltepunkt mit der Bezeichnung „Haltepunkt Park Friedrichsgrün“. 

## Geschichte
Die Friedrichsgrüner Parkeisenbahn wurde 1959 im ehemaligen Volkspark Friedrichsgrün auf dem Gelände des „Hasenhügels“ gegründet. Früher befand sich an dieser Stelle ein Steinbruch. Die Gleise sowie die Fahrzeuge konnten von der SDAG Wismut in Bad Schlema übernommen werden. Die Schwellen wurden letztmals 1988 gewechselt. Zwischen 1984 und 1988 war die Lokomotive abgestellt und wurde nach Aufarbeitung am 22. Juli 1988 wieder in Betrieb genommen. 

## Betrieb
Zum Einsatz kommt eine Akkumulatorlokomotive vom Typ Metallist des Herstellers Bergbauausrüstung Aue. Diese war ursprünglich untertage eingesetzt und wurde vor der Verschrottung bewahrt.
Die Wagen der Erstausstattung waren fünf umgebaute Schachthunte, die infolge des geringen Achsstandes sehr entgleisungsanfällig waren. Diese wurden bis 1992 eingesetzt und anschließend zerlegt. Als Ersatz sind seitdem vier Untertagemannschaftswagen im Eigentum der Parkeisenbahn, wovon drei Stück umgebaut wurden. Die Dächer wurden 20 Zentimeter höher gesetzt und die Wagen gefedert. 36 Personen finden in diesen Platz. Der original erhaltene Wagen dient als Anschauungsobjekt. 
Die Parkeisenbahn Friedrichsgrün kommt zum jährlichen Parkfest sowie zum Walpurgisfeuer und zum Kindertag zum Einsatz. Ebenso kann diese für private Fahrten gemietet werden.

## Fahrzeuge

### Lokomotive
Bauart: Akkulok

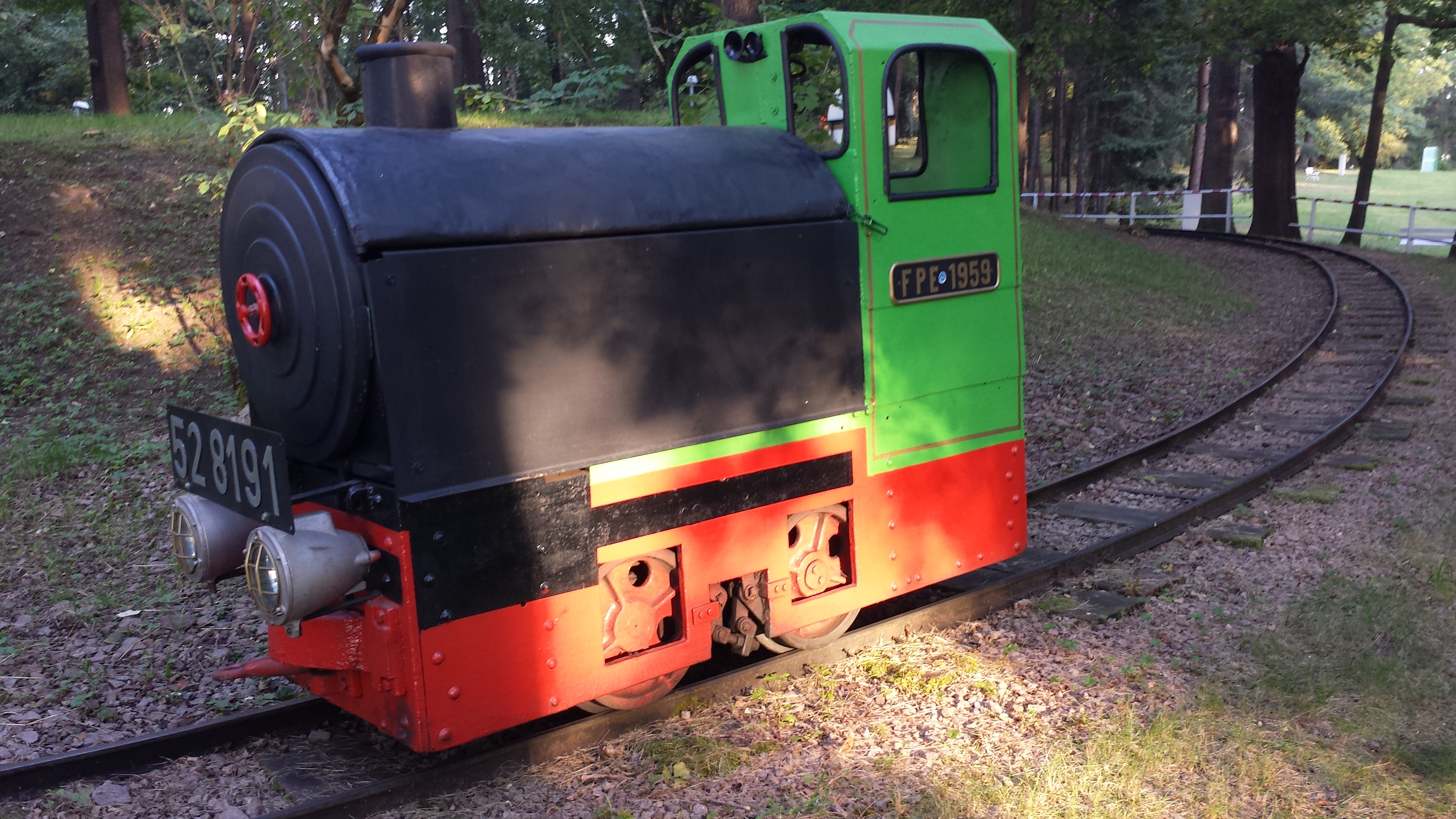
Von BBA hergestellte Lokomotive des Typs Metallist

Hersteller: Betrieb für Bergbauausrüstungen Aue (BBA)

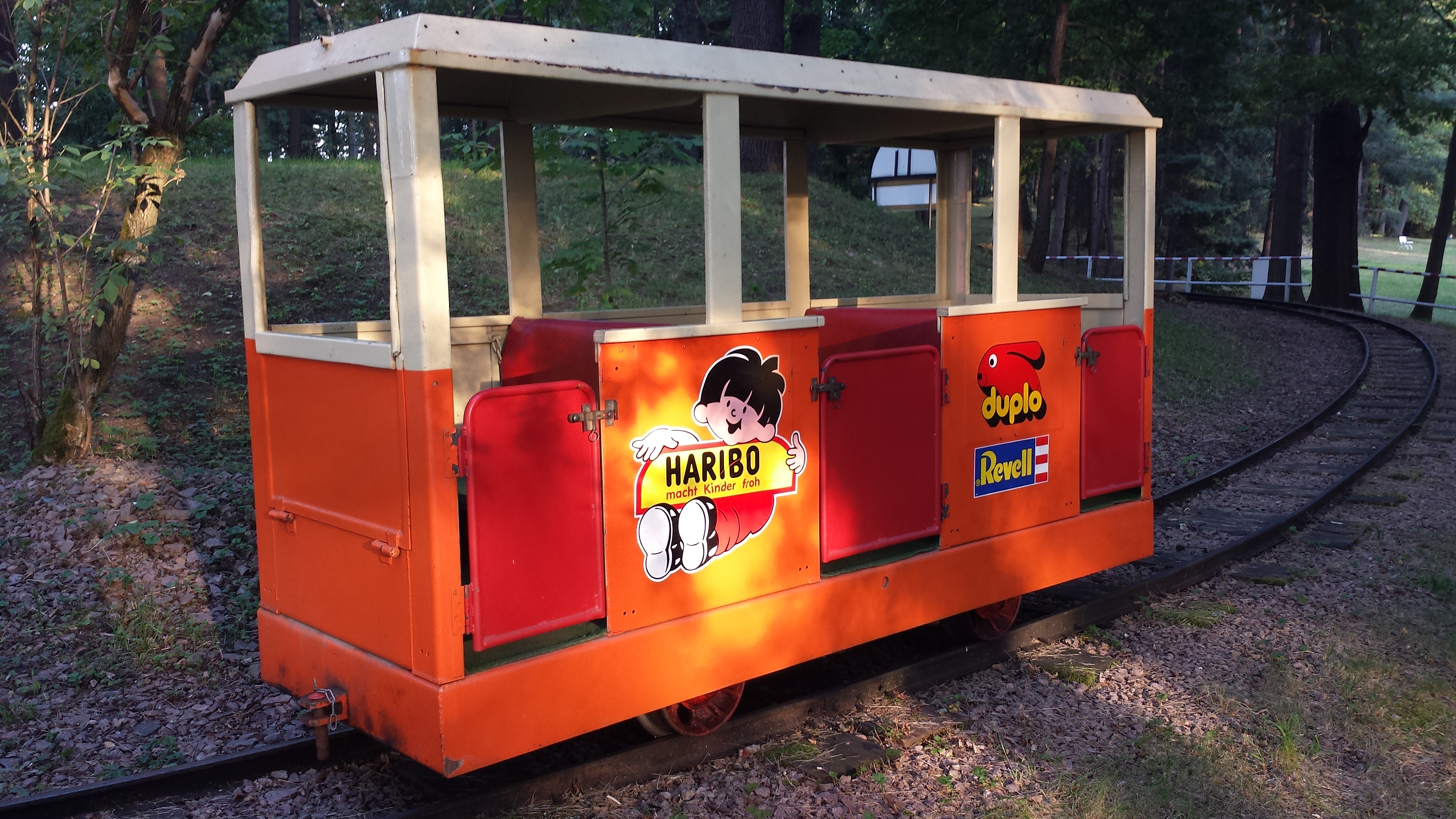
Personenwagen

Baujahr: 1950
Höchstgeschwindigkeit: 6,2 km/h
Länge über Puffer: 2480 mm
Gewicht: 2,9 t
Leistung: 4,2 kW

### Personenwagen
Hersteller: Betrieb für Bergbau und Aufbereitungsanlagen Cainsdorf (BAC) 
Baujahr: ab 1980
Ursprüngliche Spurweite: 790 Millimeter

### Grubenbahn-Mannschaftswagen

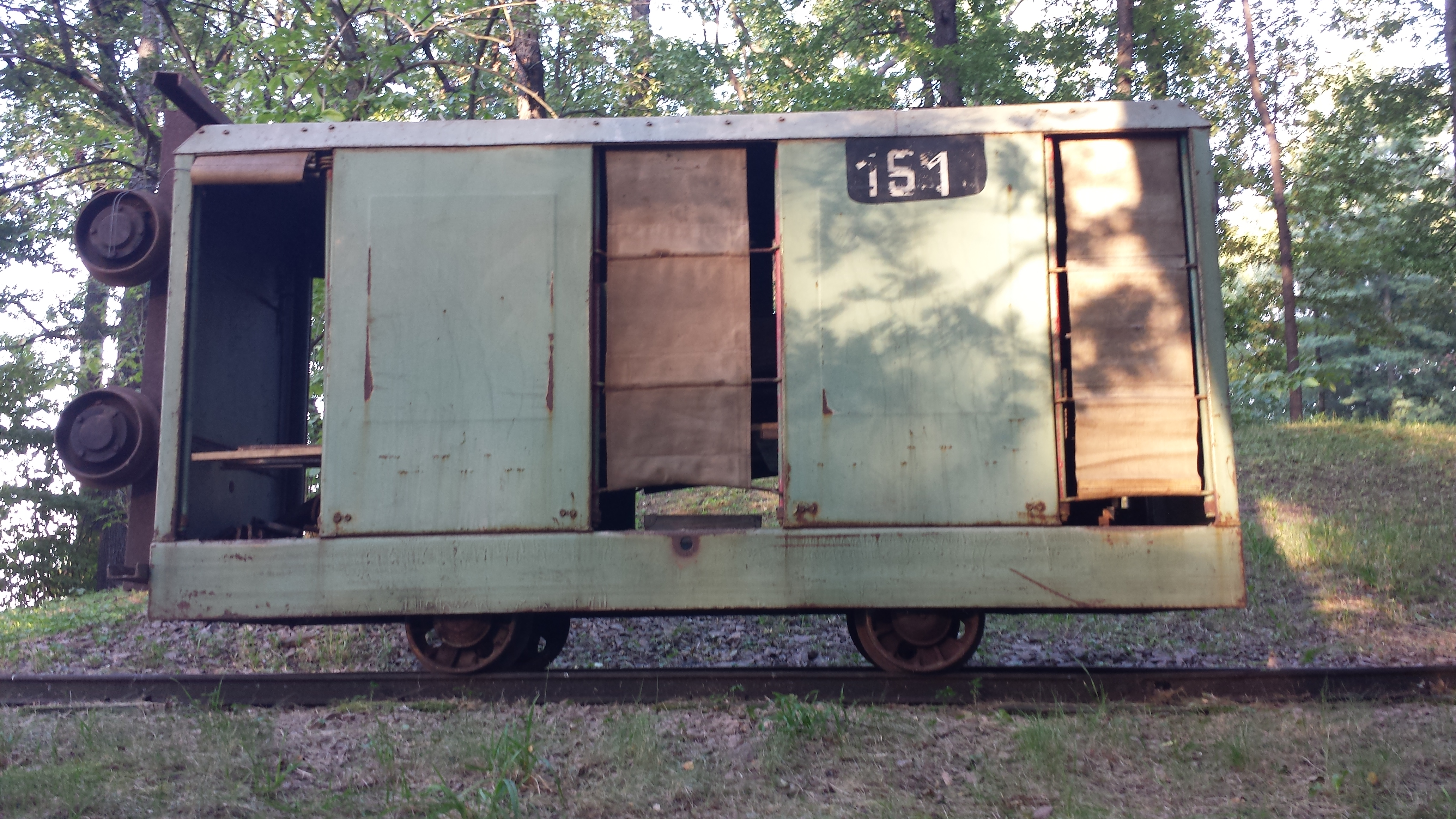
Grubenbahn-Mannschaftswagen

Der original erhaltene Grubenbahn-Personenwagen kommt ab 2017 gegen Aufpreis an allen Festtagen zum Einsatz.
Hersteller: Betrieb für Bergbau und Aufbereitungsanlagen Cainsdorf (BAC) 
Baujahr: ab 1980
Ursprüngliche Spurweite: 790 Millimeter
Typ: Pw 301
Fabriknummer: 3251/11.1982